# Bompastor
Bompastor foi uma gravadora e importadora evangélica brasileira. Foi fundada em 1972 por Elias de Carvalho, filho do cantor evangélico Luiz de Carvalho. Foi uma das mais antigas gravadoras evangélicas ainda existentes no país com sede em São Paulo.
A gravadora também foi a pioneira em trazer para o país álbuns de artistas da música cristã internacional como Amy Grant, Michael W. Smith, Petra, The Imperials, Sandi Patty‎ e Jaci Velasquez.
Na metade da década de 80, houve um incêndio na empresa, danificando vários arquivos e matrizes de discos. Jonathas de Freitas, proprietário da antiga gravadora Louvores do Coração, cedeu parte de seu catálogo para a Bompastor relançar e os lucros de cada disco foram revertidos para reconstrução da gravadora.[carece de fontes?]
Em 2011, a gravadora Sony Music fecha um contrato de distribuição e relançamento de alguns produtos do catálogo da Bompastor que já não estavam mais disponíveis no mercado fonográfico.